# Aderus trinotatus
Aderus trinotatus é uma espécie de inseto besouro da família Aderidae. Foi descrita cientificamente por George Charles Champion em 1916.

## Distribuição geográfica
Habita em Tanintharyi (Birmânia).